# Фауле (Кунео)
Фауле (итал. Faule) је насеље у Италији у округу Кунео, региону Пијемонт.
Према процени из 2011. у насељу је живело 447 становника. Насеље се налази на надморској висини од 245 м.

## Становништво
Према резултатима пописа становништва 2011. у општини је живело 496 становника.
| 1931. | 1936. | 1951. | 1961. | 1971. | 1981. | 1991. | 2001. | 2011. |
| ----- | ----- | ----- | ----- | ----- | ----- | ----- | ----- | ----- |
| 560   | 520   | 500   | 425   | 385   | 350   | 389   | 403   | 496   |

## Партнерски градови
- Humberto Primo